# Sculacciata

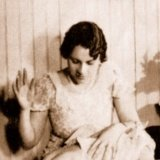
Sculacciata come misura disciplinare, immagine ritagliata presa dal libro Back to common sense

La sculacciata è l'atto di colpire ripetutamente con la mano aperta le natiche di un'altra persona. Viene inflitta per provocare dolore a scopo correttivo nei confronti di bambini.

## Terminologia e strumenti
Nel mondo anglosassone con lo stesso termine spanking si viene a definire sia la sculacciata classica somministrata con la mano sia quella eseguita con l'aiuto di un attrezzo (generalmente il paddle). Si tratta da sempre della punizione corporale formale d'un minore sul fondoschiena da parte d'un adulto sia in ambito scolastico che domestico; l'esecuzione nella sua forma standard (utilizzando il paddle) è nelle scuole statunitensi indicata come sculacciata, mentre il suo equivalente inglese caning (colpi di canna) non è mai stato in tal modo descritto.
Licks è invece un termine comune in uso nei paesi centroamericani, in particolare d'origine indiana come Trinidad e Tobago che di solito vien a riferirsi a qualsiasi tipo di punizione fisica che includa lo spanking o la battitura (bastonatura, fustigazione etc): il licks può quindi includere l'utilizzo di rami d'albero, cinture, cucchiai, manici di scopa o anche oggetti di metallo.
In Gran Bretagna, Irlanda, Nuova Zelanda e Australia infine al posto di spanking viene generalmente usato di preferenza il termine «schiaffeggiare» (smacking, schiocco) per descrivere quando si colpisce con una mano e si può riferire sia a schiaffi veri e propri sia alla più classica sculacciata infantile.
Ogni singolo colpo inferto al fondoschiena è detto «sculaccione» (ma in italiano anche la stessa parola sculacciata ha questo significato, essendo perfettamente sinonimi) e la severità della punizione dipende dal numero di sculaccioni/sculacciate e dalla forza usata per darli. Gli sculaccioni/sculacciate sono, per definizione, quelli dati con le mani nude, ma si usa lo stesso termine anche quando lo sculacciatore impugna oggetti di varia fattura per colpire le natiche (paddle). Questi oggetti, se la sculacciata si protrae a lungo, servono a produrre alla vittima una sofferenza ed umiliazione maggiore. Nelle punizioni domestiche gli oggetti sono quelli di uso comune come spazzole per capelli o cinghie dei pantaloni. In ambito scolastico possiamo avere i righelli oppure strumenti appositamente costruiti allo scopo.

## Storia
Esiste ampia letteratura ed iconografia a proposito della sculacciata, con particolari riferimenti ai sistemi educativi in vigore nell'Ottocento e primi decenni del Novecento, soprattutto nei paesi anglosassoni, ma anche in Francia e altrove, dove le punizioni corporali erano molto frequenti sia nelle famiglie che nelle istituzioni scolastiche, religiose e laiche sia pubbliche che private. In tempi più recenti tali sistemi correttivi sono stati dichiarati fuori legge nella stragrande maggioranza dei paesi europei occidentali, mentre in molti altri sono tuttora non solo tollerati, ma anche applicati generosamente.

### All'interno dell'ambito domestico

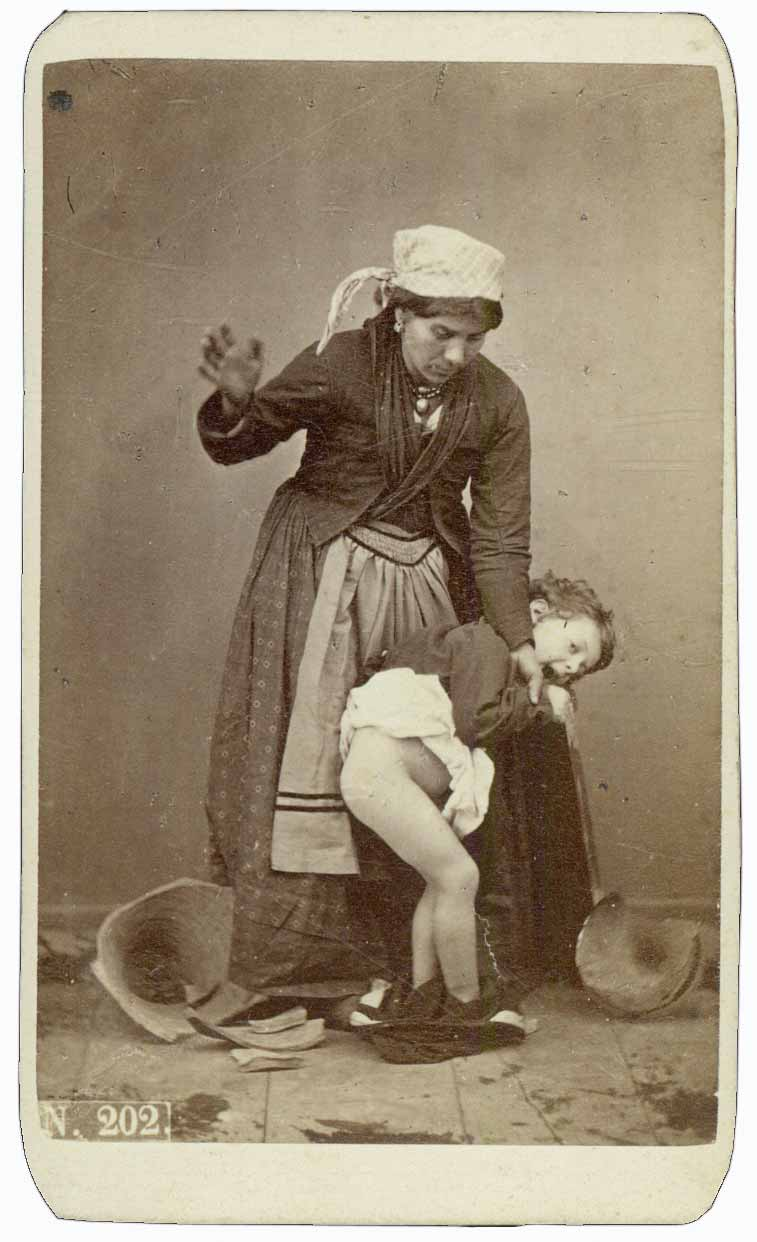
Foto dell'800 a Napoli: una madre prende a sculacciate il figlio. Foto di Giorgio Conrad

In molte culture, da sempre i genitori sono stati storicamente considerati come i portatori ed esecutori della disciplina correttiva sui figli: non solo quindi avevano il diritto di sculacciarli quando fosse più necessario ed opportuno, ma anche il preciso dovere di farlo se volevano esser considerati bravi educatori. La sculacciata viene tipicamente eseguita con uno o più schiaffi sui glutei del bambino a mano nuda, anche se, non di rado, vengono usati vari oggetti per sculacciare i bambini, come una spazzola per capelli o un cucchiaio di legno. Quest'atteggiamento di severità è tuttavia cambiato un po' dappertutto nei paesi più sviluppati a partir dagli anni 50 e 60 del '900, anche a seguito d'una maggior attenzione e rispetto nei confronti dei bambini (da considerare come individui a tutti gli effetti) da parte della pediatria ufficiale.
Questo lento ma inesorabile cambiamento nell'atteggiamento dato al rapporto intercorrente tra adulto e bambino è stato poi seguito anche dalla modificazione della legislazione: a partire dal 1979 e fino a tutto il 2011 vi son stati 30 paesi (tra cui 22 europei) al mondo che han messo completamente al bando le punizioni corporali da infliggere ai bambini, vietandone la pratica sia in ambito scolastico che più privatamente famigliare.
In tutto il continente africano (tranne che in Sudafrica), in Medio Oriente e nella maggior parte dell'Asia orientale (incluse Cina, Taiwan, Corea del Sud, Thailandia e Vietnam la punizione corporale anche severa dei propri figli continua ad esser perfettamente lecita; a Singapore e Hong Kong punire i propri figli con sculacciate e frustate è legale, anche se si cerca per quanto possibile di scoraggiarne l'uso indiscriminato.
Culturalmente molte persone continuano ad esser fermamente convinte che una certa quantità di sculacciate (da dare ogni tanto ai figli piccoli più indisponenti) sia non solo opportuna ma anche necessaria, pertanto tale pratica continua ad esser accettata dalle varie società asiatiche ed africane nel loro complesso.
Studi e ricerche han rilevato che:
- ad esser sculacciati sono molto più spesso i maschi che le femmine
- le madri sculacciano molto più dei padri
- i bambini fino alle scuole elementari sono sculacciati più spesso che in seguito
- i genitori facenti parte di gruppi familiari a basso reddito o a rischio di povertà sono molto più severi coi loro figli rispetto alle famiglie più benestanti
- i genitori con un grado maggiore d'istruzione sono meno propensi a sculacciare i loro figli
- gli appartenenti a gruppi religiosi conservatori dimostrano esser più favorevoli nei confronti della sculacciata
- alcuni gruppi, sulla base di background culturali od etnici usano più spesso e volentieri questo metodo di punizione.[7]

### In ambito scolastico
Le punizioni corporali all'interno dell'istituzione scolastica (quando questa le preveda), di solito vengono eseguite utilizzando un attrezzo (ad esempio un paddle (spanking) o un cane (spanking) piuttosto che utilizzando la mano aperta: è questa d'altronde una forma comune di disciplina scolastica in moltissimi paesi, anche se attualmente vietato nella maggior parte del mondo occidentale, in tutta l'Europa, Giappone, India, Canada, Nuova Zelanda e Sudafrica. Questi divieti son stati accompagnati da dibattiti anche aspri ed accesi, ed in molte di queste culture continua ad esserci una netta divisione di pareri circa la presunta efficacia o idoneità della sculacciata come forma di correzione di comportamenti scorretti da parte degli studenti.
La fustigazione, in particolare per i ragazzi adolescenti, rimane tuttavia ancor oggi una forma comunemente accettata di disciplina nelle scuole di diversi paesi asiatici ed africani, soprattutto quelli con un patrimonio culturale proveniente dal Regno Unito; come Malaysia, Singapore, Tanzania e Zimbabwe.
Negli Stati Uniti le punizioni corporali degli studenti durante le ore di lezione e studio non è considerata di per sé illegittima; v'è un divieto costituzionale riguardante la punizione crudele e inusuale. La punizione dev'esser pertanto ragionevole e non eccessiva, e ciò è considerato garanzia sufficiente contro gli eventuali abusi: al 2011 31 stati americani hanno vietato la sculacciata per i bambini nelle scuole. Al Sud, specie in Texas, Louisiana, Alabama è comune il paddle (spanking), definito per convenzione spanking-sculacciata..
Per finire, in India le punizioni corporali sono vietate nelle scuole pubbliche, per tutti gli anni d'istruzione obbligatoria e gratuita.

## Sculacciata come tradizionale Rito di passaggio
La sculacciata può avvenire anche senza alcun rituale e in posizioni diverse. Può essere un gesto molto distaccato, con la vittima completamente vestita, come ad esempio negli anni settanta ed ottanta quando, in alcune zone d'Italia, era pratica usuale infliggere sculacciate alle matricole (studenti del primo anno) delle scuole medie e delle superiori da parte dei colleghi dell'ultimo anno, in una sorta di nonnismo. Le sculacciate avvenivano in luoghi pubblici, magari all'aperto, spesso in presenza di molti coetanei; le vittime erano maschi e, se non si ribellavano, accettando passivamente la sculacciata, se la sbrigavano in pochi minuti e con pochi colpi in una atmosfera goliardica.

## La sculacciata nei confronti di donne adulte[11][12][13]

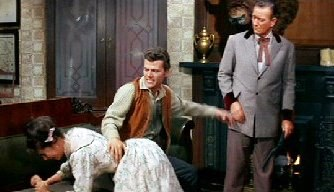
Immagine di un film di una donna sculacciata da un uomo

In alcune culture sculacciare indiscriminatamente le donne di casa per ogni minima mancanza, da parte del capofamiglia maschio (e definita disciplina domestica) è stata e continua ad esser pratica usuale, oltre che costume comune ed approvato. Rimane la convinzione difatti che il marito, in qualità di esecutore della legge in famiglia, abbia tutto il diritto, anzi anche il dovere di disciplinare (quando se ne presenti la necessità) la moglie, le domestiche e le figlie anche se già maggiorenni. Esistevano in tempi passati addirittura dei manuali che volevano istruire l'uomo su come meglio infliggere la sculacciata alle donne.
Nella maggior parte dei paesi occidentali questa pratica ha finito per esser sempre più considerata come socialmente inaccettabile, ma l'uso di punizioni corporali assidue di donne da parte dei loro mariti esiste ancora in molte parti del mondo in via di sviluppo, verificandosi ancora però in casi isolati come violenza domestica, anche nei paesi occidentali più sviluppati.
Ciò è anche conseguenza del ruolo tradizionalmente accettato del maschio come capo indiscusso del nucleo familiare.
Oggi, nei paesi più evoluti, la sculacciata tra adulti tende a limitarsi allo spanking di derivazione erotica, quindi perfettamente consenziente e realizzata come un gioco di ruolo sessualmente eccitante.

## Spanking: la sculacciata erotica
La sculacciata può anche coinvolgere la sfera sessuale dato che le mani e lo sguardo dello sculacciatore si trovano necessariamente molto vicini ai glutei e all'organo sessuale della vittima. Quando è un uomo a sculacciare una ragazza (oppure una donna con un ragazzo) e magari viene richiesta la nudità della vittima, è inevitabile che si crei una situazione di eccitazione sessuale di uno dei due o di entrambi.
In questo caso è più corretto ricorrere alla lingua inglese per differenziare la sculacciata (punizione) dallo spanking (gioco sadomaso), il quale può essere preceduto dalla pratica del figging. Così la sculacciata perde l'aspetto di punizione ed assume una valenza erotica, quando sia lo "sculacciatore" che lo "sculacciando" sono persone adulte consenzienti. Può trattarsi di un gioco erotico della coppia che precede il rapporto sessuale vero e proprio.
Questo tipo di pratica (detta appunto spanking in inglese e fessée in francese) è stata celebrata dal film francese La fessée del 1976 del regista Burd Tranbaree, dal film italiano La sculacciata del 1974 del regista Pasquale Festa Campanile con Sydne Rome; dalla canzone Hanky Panky del 1990 della cantante Madonna con il relativo videoclip; dai libri L'arte della sculacciata del 1989 di Jean-Pierre Enard con le illustrazioni di Milo Manara, Elogio della sculacciata del 1997 di Jacques Serguine e Sculacciate e sculacciati del 2000 di Paul Stoves.